# 東田子の浦駅
東田子の浦駅（ひがしたごのうらえき）は、静岡県富士市中柏原新田（しんでん）にある、東海旅客鉄道（JR東海）東海道本線の駅である。駅番号はCA06。
東海道本線の運行形態の詳細は「東海道線 (静岡地区)」を参照。

## 概要
富士市の元吉原地区にある駅。富士市の南東部に位置し、駅の約1キロメートル東を富士市と沼津市の境界線が通っている。田子の浦の東にあることから、東田子の浦駅と名付けられた。
当駅は、地元の請願により1949年（昭和24年）9月に開設された。駅施設は周辺住民の勤労奉仕で建設され、砂利・セメントの運搬や駅舎の建設などは住民の手で行われた。開設当初は日本国有鉄道（国鉄）の運営であったが、1987年（昭和62年）4月の国鉄分割民営化によりJR東海に運営事業者が移っている。
また、当駅はお客様サポートサービスを導入している無人駅である。無人化される前は、業務委託駅に分類されており、駅業務はJR東海交通事業の係員が担当していたが、夜間は係員が配置されない無人駅となっていた。なお、管理駅である富士駅が当駅を管理している。
313系電車のLED式車内案内表示装置では、通常は「次は○○」と表示される次駅案内が、駅名が長過ぎて表示しきれないため「次 東田子の浦」と表示される（他の5文字の駅（長泉なめり駅・飛騨一ノ宮駅など）でも同じ現象が見られる）。315系ではワイド型液晶ディスプレイを搭載しているため、このような表示はなされない。

## 歴史
- 1949年（昭和24年）9月15日：日本国有鉄道（国鉄）東海道本線の原 - 鈴川（現・吉原）間に新設開業（旅客営業のみ）[1]。
- 1961年（昭和36年）4月7日：構内に跨線橋を設置[5]。
- 1984年（昭和59年）2月1日：荷物の取扱を終了停止[1]。
- 1987年（昭和62年）4月1日：国鉄分割民営化により東海旅客鉄道（JR東海）が継承[1]。
- 2005年（平成17年）10月5日：自動改札機を導入。
- 2008年（平成20年）3月1日：ICカード「TOICA」の利用が可能となる。
- 2025年（令和7年）6月1日：お客様サポートサービスを導入し、無人化[2][6]。

## 駅構造

### ホーム・駅構内
2面3線のホームを有する地上駅である。駅構内の南側に単式ホーム1面1線、北側に島式ホーム1面2線が配置されている。
単式ホームの北側が1番線、島式ホームの南側が2番線、島式ホームの北側が3番線である。旅客列車は、下り列車が下り本線である1番線を使用し、上り列車が上り本線である3番線を使用する。2番線は待避線（中線）で、定期列車ではホームライナー浜松3号の待避をする18時40分発静岡行きと貨物列車の待避をする20時25分発豊橋行きが使用する。また、沼津駅への回送列車、貨物列車の待避に使われている。(2024年4月現在)
東京からの団体列車を沼津駅などで客扱いを終えた後ここに回送して沼津方面に折り返している。
| 番線 | 路線          | 方向 | 行先           | 備考         |
| ---- | ------------- | ---- | -------------- | ------------ |
| 1    | CA 東海道本線 | 下り | 静岡・浜松方面 |              |
| 2    | CA 東海道本線 | 下り | 静岡・浜松方面 | 待避列車のみ |
| 3    | CA 東海道本線 | 上り | 沼津・熱海方面 |              |

### 駅舎・設備
駅舎は1番線の南側に接して設置されている。リニューアル済みの木造駅舎であり、外壁には富士山の絵が描かれている。駅舎内部には自動券売機や待合室があり、改札口には扉が省略された簡易型の自動改札機が導入されている。
駅舎がある1番線ホームと、そこから離れた2番線・3番線ホームは跨線橋で連絡している。

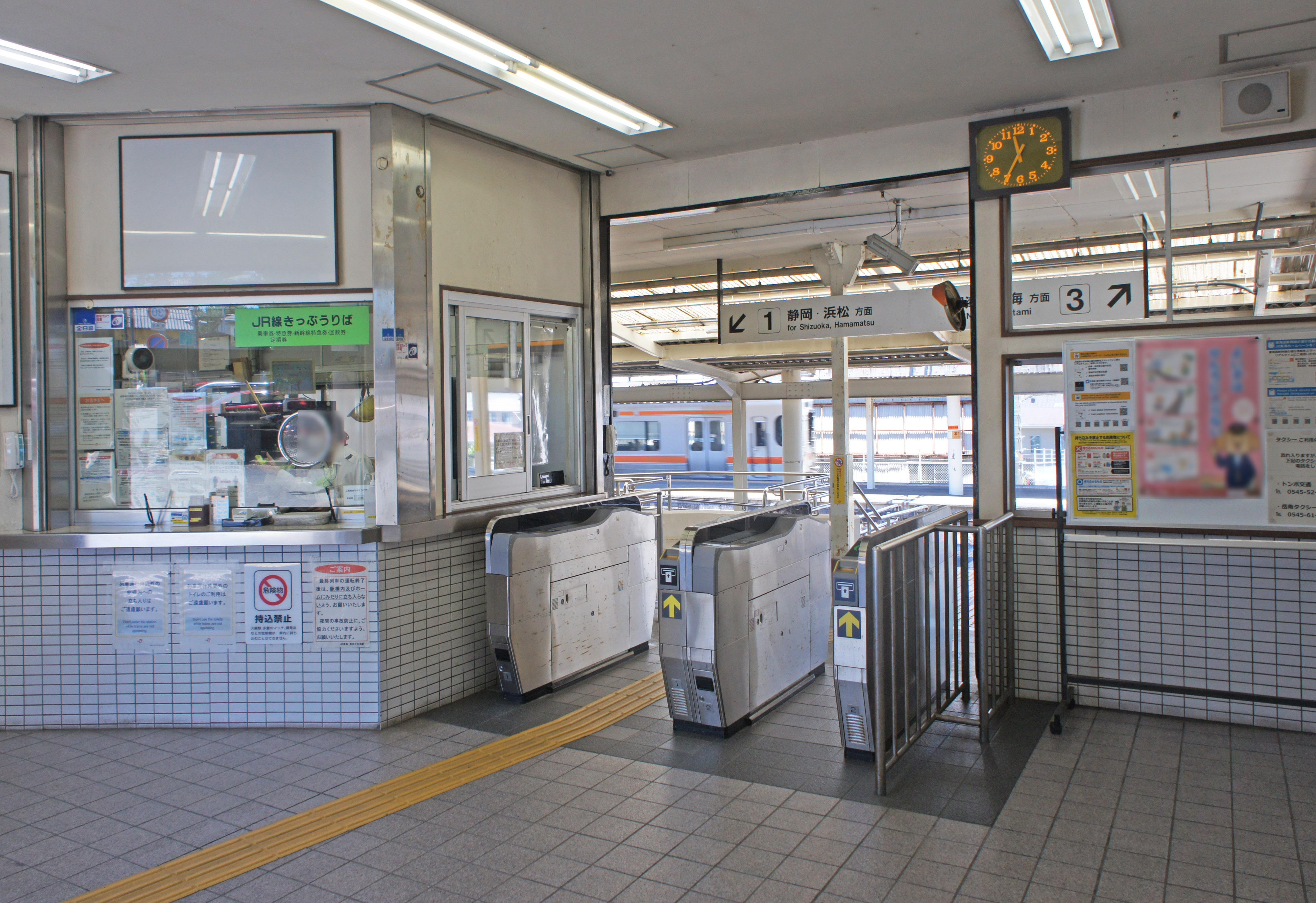
改札口（2022年7月）
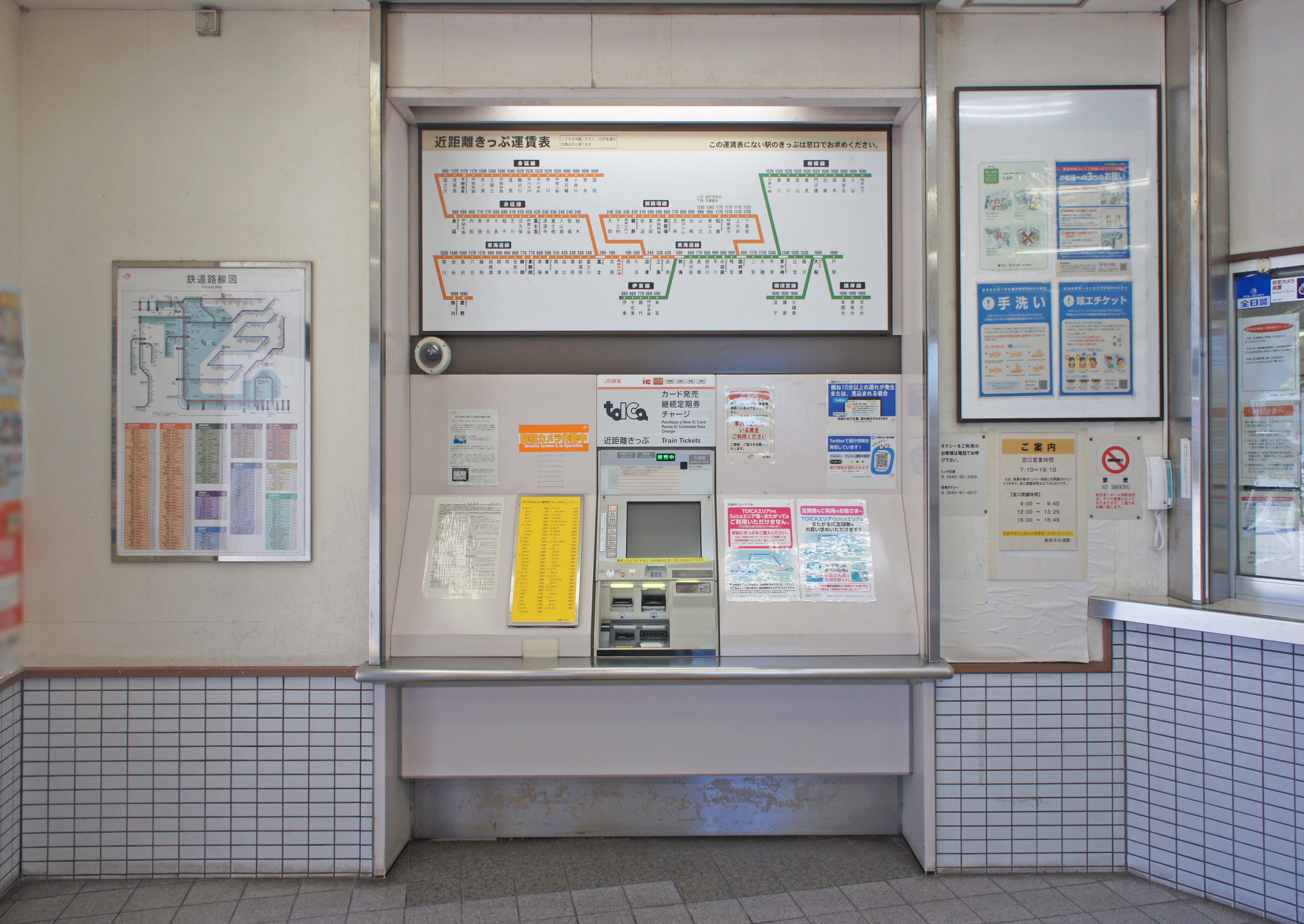
自動券売機（2022年7月）
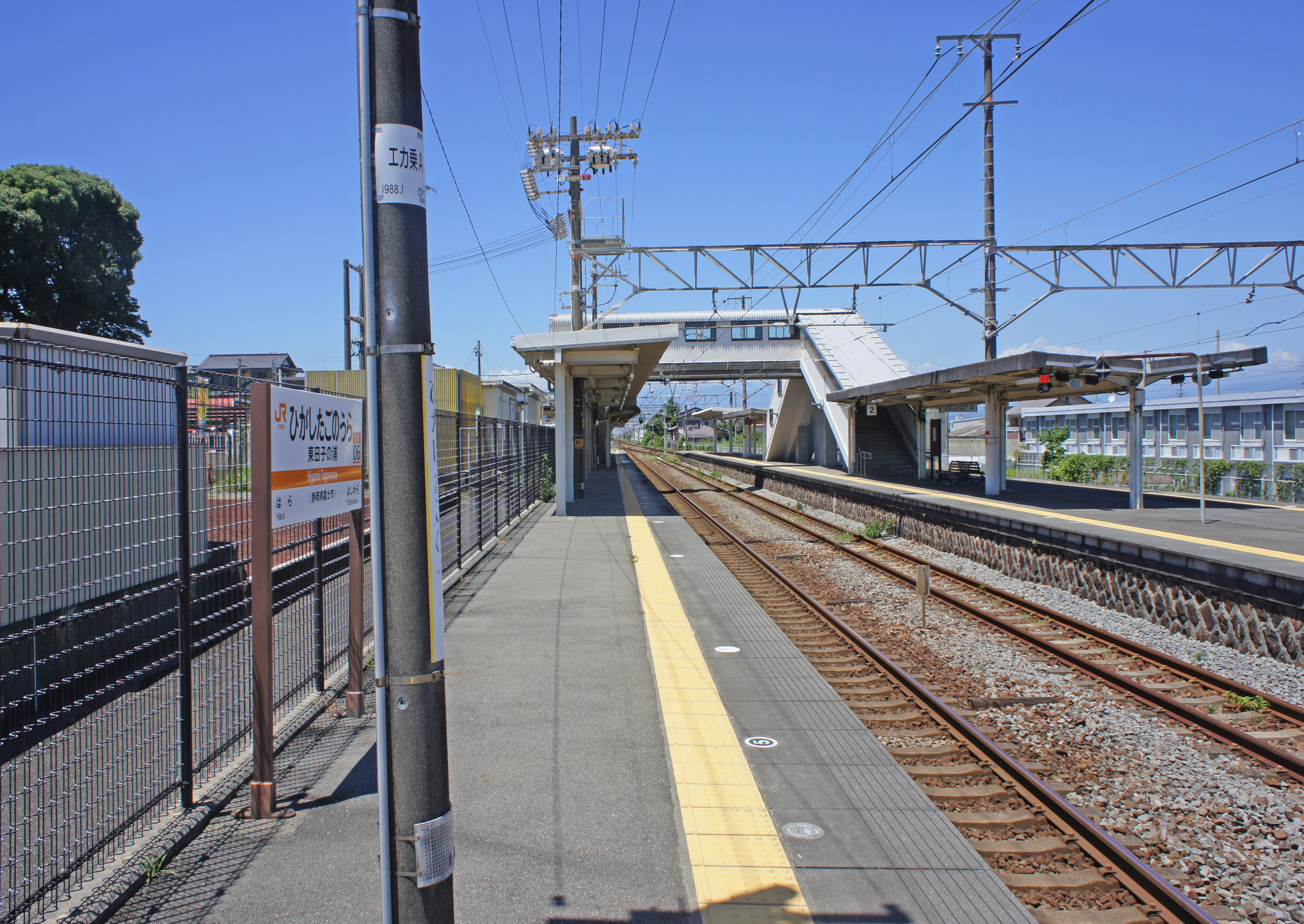
1番線ホーム（2022年7月）
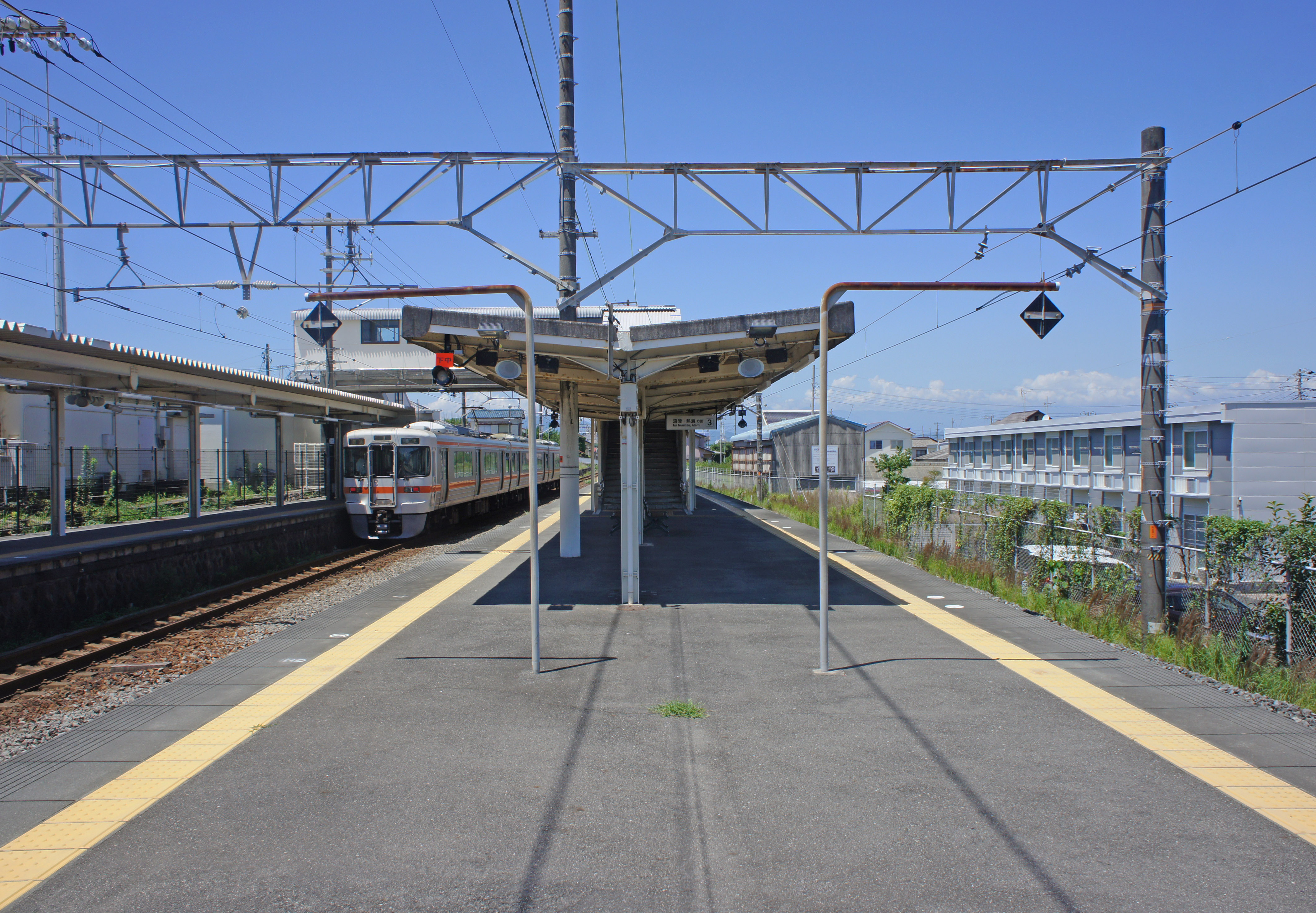
2・3番線ホーム（2022年7月）

## 利用状況
JR東海の移動等円滑化取組報告書によると、2023年度（令和5年度）の1日平均乗降人員は1,573人である。
1993年度（平成5年度）以降の推移は以下のとおりである。
| 乗車人員推移       | 乗車人員推移     | 乗車人員推移 |
| 年度               | 1日平均 乗車人員 | 出典         |
| ------------------ | ---------------- | ------------ |
| 1993年（平成05年） | 1,215            | [ * 1 ]      |
| 1994年（平成06年） | 1,147            | [ * 2 ]      |
| 1995年（平成07年） | 1,177            | [ * 3 ]      |
| 1996年（平成08年） | 1,163            | [ * 4 ]      |
| 1997年（平成09年） | 1,094            | [ * 5 ]      |
| 1998年（平成10年） | 1,084            | [ * 6 ]      |
| 1999年（平成11年） | 1,046            | [ * 7 ]      |
| 2000年（平成12年） | 1,042            | [ * 8 ]      |
| 2001年（平成13年） | 995              | [ * 9 ]      |
| 2002年（平成14年） | 1,001            | [ * 10 ]     |
| 2003年（平成15年） | 1,023            | [ * 11 ]     |
| 2004年（平成16年） | 1,077            | [ * 12 ]     |
| 2005年（平成17年） | 1,180            | [ * 13 ]     |
| 2006年（平成18年） | 1,274            | [ * 14 ]     |
| 2007年（平成19年） | 1,349            | [ * 15 ]     |
| 2008年（平成20年） | 1,446            | [ * 16 ]     |
| 2009年（平成21年） | 1,452            | [ * 17 ]     |
| 2010年（平成22年） | 1,499            | [ * 18 ]     |
| 2011年（平成23年） | 1,454            | [ * 19 ]     |
| 2012年（平成24年） | 1,474            | [ * 20 ]     |
| 2013年（平成25年） | 1,533            | [ * 21 ]     |
| 2014年（平成26年） | 1,419            | [ * 22 ]     |
| 2015年（平成27年） | 1,466            | [ * 23 ]     |
| 2016年（平成28年） | 1,440            | [ * 24 ]     |
| 2017年（平成29年） | 1,430            | [ * 25 ]     |
| 2018年（平成30年） | 1,367            | [ * 26 ]     |
| 2019年（令和元年） | 1,329            | [ * 27 ]     |
| 2020年（令和02年） | 862              | [ * 28 ]     |
| 2021年（令和03年） | 937              | [ * 28 ]     |

## 駅周辺
駅前には東田子の浦駅の開業を記念する大きな碑が建てられている。南へ300メートルほど行くと海に突き当たる。
- 吉原柏原簡易郵便局
- 国道1号
- 浮島ヶ原自然公園
- パーパス本社
- MEGAドン・キホーテUNY中里店

## バス路線
「東田子浦駅」停留所にて、以下の路線バスが発着する。
- 富士急静岡バス東海道線（東田子の浦線）
  - S251・S253：吉原中央駅
  - S253：東柏原
- 富士急シティバス東海道線（原線）
  - 943：沼津駅

## 隣の駅
東海旅客鉄道（JR東海）
CA 東海道本線
■快速（臨時列車扱い、下りのみ運転）・■普通
原駅 (CA05) - 東田子の浦駅 (CA06) - 吉原駅 (CA07)

### 記事本文